# Wancennes
Wancennes (Waals: Wancene) is een klein dorpje in de Belgische provincie Namen en een deelgemeente van Beauraing. Het ligt twee kilometer ten zuiden van het stadscentrum van Beauraing, aan de rand van een groot uitgestrekt natuurgebied vlak bij de Franse grens. Tot 1 januari 1977 was het een zelfstandige gemeente.

## Demografische ontwikkeling
- Bronnen:NIS, Opm:1831 tot en met 1970=volkstellingen, 1976= inwoneraantal op 31 december

## Trivia
Velen van de inwoners heten er Giot (letterlijk belastingontvanger) of Questiaux (afgeleid van stoelgeld ophalen in de kerk).